# Emma Finucane
Emma Finucane (Carmarthen, 22 de diciembre de 2002) es una deportista británica que compite en ciclismo en la modalidad de pista.
Participó en los Juegos Olímpicos de París 2024, obteniendo tres medallas, oro en la prueba de velocidad por equipos (junto con Katy Marchant y Sophie Capewell) y bronce en velocidad individual y keirin.
Ganó cinco medallas en el Campeonato Mundial de Ciclismo en Pista entre los años 2022 y 2024, y cinco medallas en el Campeonato Europeo de Ciclismo en Pista, en los años 2023 y 2024.

## Medallero internacional
| Juegos Olímpicos   | Juegos Olímpicos         | Juegos Olímpicos  | Juegos Olímpicos      |
| Año                | Lugar                    | Medalla           | Competición           |
| ------------------ | ------------------------ | ----------------- | --------------------- |
| 2024               | París (Francia)          | Medalla de oro    | Velocidad por equipos |
| 2024               | París (Francia)          | Medalla de bronce | Velocidad individual  |
| 2024               | París (Francia)          | Medalla de bronce | Keirin                |
| Campeonato Mundial |                          |                   |                       |
| Año                | Lugar                    | Medalla           | Competición           |
| 2022               | Saint-Quentin (Francia)  | Medalla de bronce | Velocidad por equipos |
| 2023               | Glasgow (Reino Unido)    | Medalla de oro    | Velocidad individual  |
| 2023               | Glasgow (Reino Unido)    | Medalla de plata  | Velocidad por equipos |
| 2024               | Ballerup (Dinamarca)     | Medalla de oro    | Velocidad individual  |
| 2024               | Ballerup (Dinamarca)     | Medalla de oro    | Velocidad por equipos |
| Campeonato Europeo |                          |                   |                       |
| Año                | Lugar                    | Medalla           | Competición           |
| 2023               | Grenchen (Suiza)         | Medalla de plata  | Velocidad por equipos |
| 2023               | Grenchen (Suiza)         | Medalla de plata  | Keirin                |
| 2024               | Apeldoorn (Países Bajos) | Medalla de oro    | Velocidad individual  |
| 2024               | Apeldoorn (Países Bajos) | Medalla de plata  | Velocidad por equipos |
| 2024               | Apeldoorn (Países Bajos) | Medalla de plata  | Keirin                |